# Infanta Maria Teresa Rafaela a Spaniei
Infanta Maria Teresa Antonia Rafaela a Spaniei (11 iunie 1726 - 22 iulie 1746) a fost Delfină a Franței ca soție a Delfinului Ludovic al Franței. În Franța era cunoscută sub numele Madame la Dauphine.

## Biografie
Născută la Palatul La Granja ca María Teresa Antonia Rafaela era al șaselea copil și a doua fiică a regelui Filip al V-lea al Spaniei și deci Infantă prin naștere.
Înainte de căsătorie, curțile regale spaniolă și franceză nu erau în relații foarte bune: spaniolii au fost insultați de către francezi, atunci când logodna dintre Ludovic al XV-lea al Franței și Infanta Mariana Victoria a Spaniei, sora mai mare a Mariei Teresa, a fost ruptă în 1725 iar Ludovic s-a căsătorit cu Maria Leszczyńska.

## Căsătoria

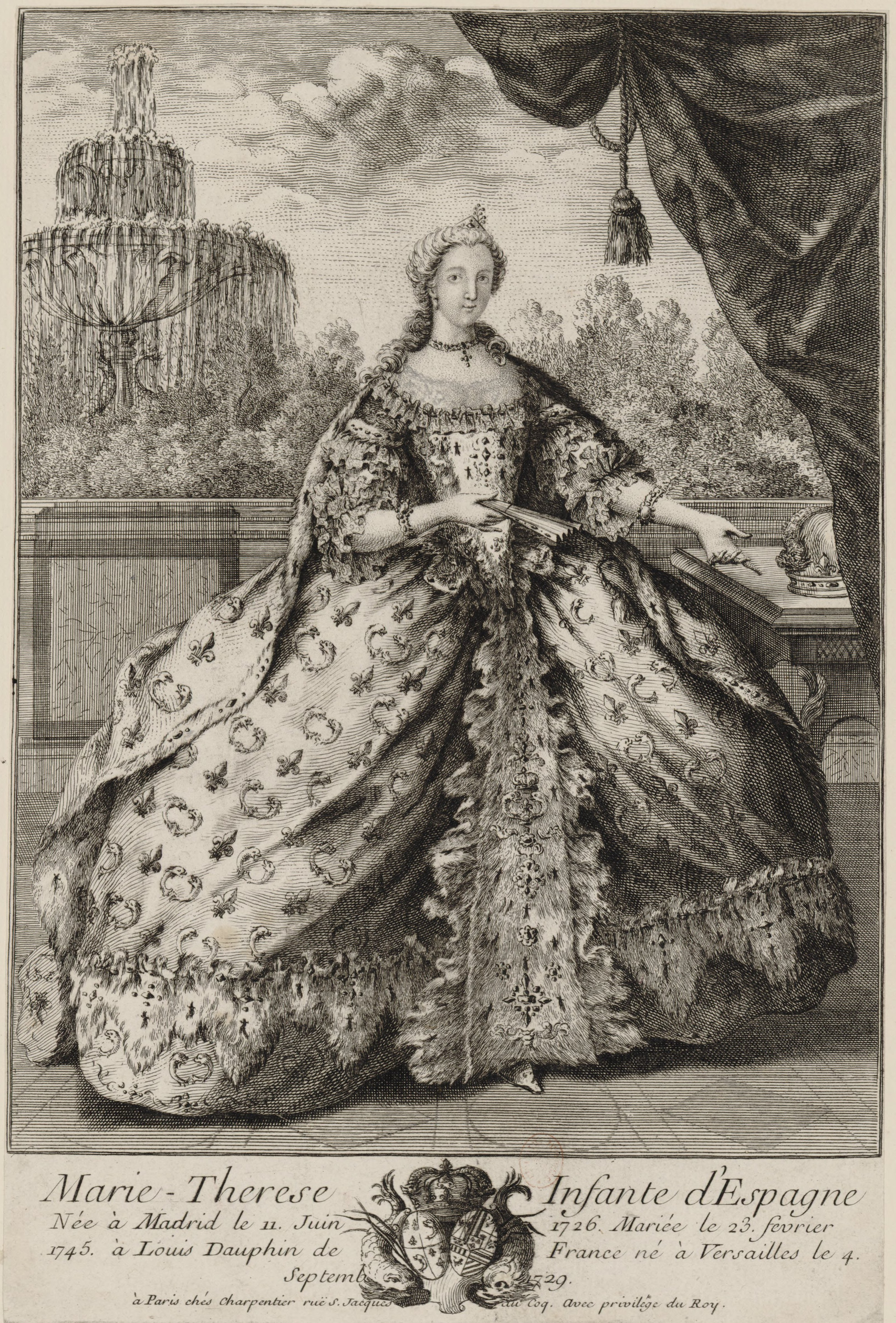
Marie Thérèse Raphaëlle, 1746

Căsătoria a fost aranjată parțial pentru a împăca divizinea dintre cele două ramuri ale familiei Bourbon. În consecință, Maria a fost căsătorită prin procură la Madrid la 18 decembrie 1744 înaintea plecării ei în Franța, unde, la 23 februarie 1745, Marie-Thérèse-Raphaëlle s-a căsătorit Louis-Ferdinand.
Începută prost, în cele din urmă, căsătoria a fost consumată în luna septembrie 1745, punând capăt la toate bârfele și insinuările. Cuplul a devenit foarte strâns și reciproc devotat, petrecându-și majoritatea timpului împreună. Acest lucru a fost în contrast puternic față de rege, care începuse recent o aventură cu faimoasa Madame de Pompadour. Metresa regală a fost prezentată oficial curții la balul care celebra căsătoria noului cuplu. Delfinul și Delfina o urau pe metresa regelui pentru modul în care ea a distras atenția față de regina Maria Leszczyńska. Delfina era ostilă și regelui care nu participase la Sfânta Împărtășanie și care o ignora.
În cele din urmă, Marie-Thérèse-Raphaëlle a rămas însărcinată iar copilul, o fată, s-a născut la 19 iulie 1746. La trei zile după naștere, Marie-Thérèse-Raphaëlle a murit. Moartea soției sale a provocat o durere intensă Delfinului. Marie-Thérèse-Raphaëlle a fost înmormântată la biserica Saint Denis la 6 august 1746.
După deces, fratele ei vitreg, Ferdinand al VI-lea al Spaniei, i-a propus Delfinului să se căsătorească cu sora ei, Infanta Maria Antonia a Spaniei însă Ludovic al XV-lea a refuzat. Anul următor, Delfinul s-a căsătorit cu Prințesa Maria Josepha de Saxonia (fiica lui August al III-lea al Poloniei și a Maria Josepha de Austria), cu care a avut șapte copii inclusiv pe viitorul Ludovic al XVI-lea. Când Delfinul a murit în 1765, el a cerut ca inima sa să fie plasată lângă mormântul Mariei Thérèse Raphaëlle.